# Ray Harris
Homer Raymond Harris (Mantachie (Mississippi) 7 september 1927 - Moreville (Mississippi), 13 november 2003) was een rockabilly-musicus en -producent. Hij bracht enkele singles uit bij Sun Records, waarna hij in 1957 met zeven anderen het label Hi Records oprichtte.
|  |
|  |

Hij werd opgenomen in de Rockabilly Hall of Fame en de Rock and Soul Hall of Fame.